# Citoplasto
In citologia si definisce citoplasto la regione interna di una cellula, privata di parete cellulare e membrana plasmatica. Esso contiene dunque citoscheletro, organelli e citosol ed è dunque, in parole povere, una cellula anucleata. 
La realizzazione di citoplasti, condizione che non si verifica in natura, si rivela necessaria per la realizzazione di ibridi citoplasmatici, necessari per lo studio di numerose malattie, soprattutto quelle correlate al DNA mitocondriale.